# باورچی
باورچی (به لاتین: Bawrchi) یک منطقهٔ مسکونی در افغانستان است که در ولایت بلخ واقع شده‌است.